# صدیف بدری
صدیف بدری (زاده ۱۳۵۱ گرمی) سیاستمدار ایرانی و نمایندهٔ دورهٔ دهم، یازدهم و دوازدهم مجلس شورای اسلامی از حوزهٔ انتخابیهٔ اردبیل و نمین و نیر در استان اردبیل می‌باشد.
وی با کسب ۸۷٬۷۸۴ رأی از مجموع ۲۷۰٬۷۵۲ رأی معادل ۳۱٫۸۴٪ درصد آرا به مجلس دهم راه پیدا کرد. بدری در انتخابات یازدهمین دوره مجلس شورای اسلامی نیز با کسب ۵۳ هزار ۷۰۸ رأی از حوزه انتخابیه اردبیل، نمین، نیر و سرعین به مجلس یازدهم راه یافت.
از بدری می توان به عنوان دومین نماینده موفق و مقتدر استان اردبیل  بعد از علی نیکزاد یاد کرد .